# Demons & Wizards (groupe)
Ne doit pas être confondu avec Demons and Wizards (album de Uriah Heep).
Demons & Wizards est un groupe de power metal allemand aux accents symphoniques. Actuellement basé à Tampa, en Floride, aux États-Unis, le groupe est considéré comme un projet parallèle de Blind Guardian et Iced Earth, étant composé du chanteur de Blind Guardian, Hansi Kürsch, et du guitariste de Iced Earth, Jon Schaffer. Schaffer écrit la musique et Kürsch s'occupe du chant et des paroles. La formation du groupe lors de l'enregistrement de leur premier CD en 2000 comprenait aussi Mark Prator, batteur sur plusieurs albums d'Iced Earth, et Jim Morris qui s'occupe de la plupart des solos et travaille aussi avec Iced Earth.

## Biographie
L'idée du groupe émerge au printemps 1997, quand Jon et Hansi décident faire de la musique ensemble, alors qu'ils sont amis depuis de nombreuses années. Le but originel du groupe était de mélanger les mélodies sombres d'Iced Earth et la puissance vocale de Blind Guardian dans la même musique. Selon les musiciens, le nom du groupe décrit d'ailleurs les deux styles : le style démoniaque autoproclamé des thèmes et du son d'Iced Earth, et l'ambiance couplée aux thèmes magiques de Blind Guardian. Le nom Demons & Wizards est inspiré par la femme de Jon Schaffer, qui parlait toujours de Hansi et de son mari comme de démons et d'anges. Hansi avait alors l'habitude de la corriger en disant que « Démons et Sorciers » conviendrait mieux, en référence à l'album de Uriah Heep nommé Demons and Wizards. Finalement lancé avec ce nom, le groupe obtient un certain succès commercial, bien qu'il n'atteigne pas celui des deux groupes principaux. 
Le premier album du groupe, Demons and Wizards, est publié en 2000. En 2005, le groupe enregistre son second album intitulé Touched by the Crimson King, inspiré par la série La Tour sombre, écrite par Stephen King, dans laquelle le Roi Cramoisi (Crimson King) est le principal ennemi du protagoniste. Le 8 octobre 2005, le clip de Terror Train, tourné à Goteborg, en Suède, et réalisé par Roger Johansson, est diffusé pour la première fois au Headbanger's Ball à 22 h EST/7 h PST. En 2006, le groupe se fait remarquer en vendant des éléments de décoration ayant servi à sa tournée sur eBay.
En 2008, Jon Schaffer exprime dans plusieurs interviews son désir de tourner et d'enregistrer un album live avec Demons & Wizards, mais seulement après les tournées d'Iced Earth et l'enregistrement du nouvel album de Blind Guardian. Depuis la sortie de Touched by the Crimson King, l'activité du groupe se cantonne à la scène, comme par exemple au Hellfest 2019.
En 2020, le groupe publie un troisième album intitulé III.

## Membres

### Membres actuels
- Hansi Kürsch - chant (1997–2005, depuis 2018)
- Jon Schaffer - guitare (1997–2005, depuis 2018)

### Membres de tournée
- Bobby Jarzombek - batterie
- Rubin Drake - basse
- Jim Morris - guitare solo

### Autres membres
- Mark Prator - batterie (studio)
- Richard Christy - batterie (live) (2000)
- Howard Helm - chant secondaire, chœurs
- Kathy Helm - chant secondaire
- Tori Fuson - chant secondaire
- Jesse Morris - chant secondaire
- Krystyna Kolaczynski - violoncelle

## Discographie

### Albums studio
- 2000 : Demons and Wizards
- 2005 : Touched by the Crimson King
- 2020 : III